# 玉名市立大浜小学校
玉名市立大浜小学校（たまなしりつ おおはましょうがっこう）は、熊本県玉名市大浜町にあった公立小学校。

## 沿革
- 1874年（明治7年）3月 - 大浜小学校創立。
- 1896年（明治29年）9月 - 新築移転
- 1903年（明治36年） - 大浜尋常高等小学校に改称
- 1941年（昭和16年） - 大浜国民学校に改称
- 1947年（昭和22年） - 大浜村立大浜小学校に改称
- 1950年（昭和25年） - 松原分教場廃止
- 1954年（昭和29年） - 玉名市立大浜小学校に改称
- 1974年（昭和49年） - 校区民の手で創立百周年記念行事
- 2025年（令和7年） - 玉名市立豊水小学校と統合し玉名市立大豊小学校へ

## 学校周辺
- 一級河川 菊池川
- 国道501号 新大浜橋
- 熊本県道327号大浜小天線